# KK 62
A KK 62 (em finlandês:  konekivääri 62, 'metralhadora 62'), oficialmente 7.62 KK 62 (anteriormente também 7.62 KvKK 62, em finlandês:  kevyt konekivääri, 'metralhadora leve') e coloquialmente KVKK ou KVKK 62, é uma metralhadora leve finlandesa de 7,62×39mm projetada no final da década de 1950 com o primeiro protótipo pronto para testes em 1960. Foi oficialmente adotada como arma padrão de apoio à infantaria das Forças de Defesa da Finlândia (FDF) em 1962 como 7.62 konekivääri 62; as primeiras armas foram entregues em 1966. Ela continua em serviço, embora uma substituta já tenha entrado em uso, a saber, a metralhadora de uso geral PKM.

## Detalhes do projeto
A KK 62 é uma arma automática alimentada por fita e operada a gás. Ela dispara com o ferrolho aberto e utiliza um ferrolho basculante que trava por saliências em recessos nas paredes laterais do receptor. O sistema geral de operação é baseado no encontrado na metralhadora tcheca LK vz. 52/57. O receptor da KK 62 é usinado em aço e uma coronha tubular de metal abriga a mola recuperadora. Para facilitar o tiro com luvas pesadas, não há guarda-mato. Uma barra vertical substancial na frente do gatilho é usada para puxar o conjunto gatilho/empunhadura e o ferrolho para trás durante o carregamento.
A KK 62 é alimentada pelo lado direito, a partir de fitas de 100 cartuchos, transportados em bolsas fixadas na parede do receptor. A KK 62 não possui cano de troca rápida, o que representa uma séria desvantagem quando se exige poder de fogo contínuo; a doutrina de uso original baseava-se em táticas ágeis de ataque e fuga, em vez de fogo supressor de uma posição forte. A vareta de limpeza é fixada no lado direito da coronha e do receptor. Uma alça de transporte lateral dobrável é fornecida na frente do mecanismo de alimentação. A KK 62 também é equipada com um bipé dobrável.
A KK 62 utiliza o cartucho intermediário soviético 7,62×39mm M43, que pode ser trocado por qualquer fuzil de assalto padrão das FDF (do RK 62 ao RK 95 TP). As principais desvantagens são a falta de um cano de troca rápida e a sensibilidade à sujeira e à umidade — a KK 62 exige muito mais cuidado em ambiente de combate do que a maioria dos fuzis de assalto das FDF.

## Operadores
- Finlândia[2]
- Catar[3]